# 顏茂猷
颜茂猷（1578年—1637年），字衷白，號壮其，又号完璧居士，福建漳州府平和县籍龙溪县人。明末政治人物。

## 生平
与弟颜茂行一起中天啓四年（1624年）甲子科福建乡试舉人，崇祯七年（1634年）甲戌科會試，知貢舉林釬上疏指出他完成《五經》二十三義所有題目，崇禎帝念他博通，將其文章送內簾謄錄。試後他僅中副榜，惟殿試特賜他為進士，於試錄另起一行刻在第一名之前。之後他在吏部观政，同年八月授礼部精膳司主事。

## 著作
著有《迪吉录》、《六经纂要》、《天皇河圖》。